# Колесище (Могилёвская область)
Колеси́ще (бел. Калясішча) — деревня в составе Мостокского сельсовета Могилёвского района Могилёвской области Республики Беларусь.

## Географическое положение
Ближайшие населённые пункты:  Полыковичи, Кострицы, Павловка, Мосток 
- 1999 год — 38 человек
- 2010 год — 32 человека